# Alberto Frison
Alberto Frison (Mirano, 22 gennaio 1988) è un ex calciatore italiano, di ruolo portiere.

## Carriera

### Club

#### Gli Inizi
Cresciuto nel settore giovanile del Treviso nel luglio 2007, a 19 anni, si trasferisce in prestito al Manfredonia in Serie C1; con i pugliesi gioca 23 partite di Campionato e 3 di Coppa Italia Serie C.
La stagione seguente viene acquistato dal Vicenza in Serie B per fare da vice a Marco Fortin; il 20 settembre 2008 esordisce in B subentrando, al 44º minuto della sfida Vicenza-Bari 1-2, a Valerio Foglio. Totalizza come secondo portiere durante il Campionato 8 presenze subendo 11 gol.
L'anno successivo nella prima parte di stagione non trova spazio con i Lanerossi e così il 18 gennaio 2010 decide di passare in prestito per sei mesi al Genoa, con cui però non riesce a esordire in Serie A.

#### Vicenza e Frosinone
Rientrato a Vicenza al termine del prestito, nella stagione 2010-2011 si alterna tra i pali della porta con il compagno di squadra Danilo Russo (gioca 12 partite su 22) prima di venire, nel gennaio 2011, nuovamente ceduto a titolo temporaneo, questa volta al Frosinone militante anch'esso in Serie B. In questi mesi in Ciociaria si conquista il posto di titolare disputando 17 partite ma ciononostante non evita a fine campionato la retrocessione della squadra in Prima Divisione.
L'annata seguente lo rivede tornare a Vicenza però questa volta come titolare della formazione biancorossa nella quale gioca 39 partite di Campionato e 2 dei play-out persi contro l'Empoli.

#### Catania
Il 6 luglio 2012 viene acquistato dal Catania con la formula della compartecipazione per ricoprire il ruolo di vice di Mariano Andújar; esordisce con Gli Etnei il 4 dicembre seguente nella partita di Coppa Italia Catania-Cittadella 3-1. L'esordio in Serie A avviene invece il 28 aprile 2013 in Milan-Catania 4-2, nella quale Alberto gioca da titolare vista la squalifica di Andújar. Conclude la stagione con 4 presenze in A e 3 di Coppa Italia.
L'anno successivo si apre con la risoluzione della comproprietà a favore del Catania e con la permanenza di Alberto in Sicilia come secondo portiere: gioca altre 14 partite di Campionato subendo 24 gol.

#### Sampdoria
Il 20 gennaio 2015 Frison, dopo aver giocato altre 15 partite col Catania nella Serie B 2014-2015, viene ceduto in prestito con diritto di riscatto alla Sampdoria in Serie A.

#### Salernitana, Sambenedettese e Racing Roma
Il 31 agosto 2015 va in prestito alla Salernitana con obbligo di riscatto ma il 3 settembre seguente rescinde il contratto per motivi personali, rimanendo così senza squadra.
Il 28 giugno 2016 viene tesserato dalla Sambenedettese. Il 26 ottobre seguente rescinde in maniera consensuale il contratto per motivi personali.
Nel gennaio del 2017 firma un contratto con la Racing Roma, formazione militante nel girone A di Lega Pro. Nel breve periodo trascorso tra le file della Racing, non viene mai schierato in campo.

#### Manfredonia
L'8 febbraio 2018 si lega fino al termine del campionato con il Manfredonia, militante in Serie D, scendendo così per la prima volta in carriera tra i dilettanti e tornando nel club pugliese a distanza di dieci anni dalla prima esperienza.

### Nazionale
Alberto è stato convocato nelle Nazionali giovanili italiane per 22 occasioni, riuscendo a giocare in 11 partite e subendo 12 gol.
Nell'ottobre 2010 viene convocato dal ct della Nazionale Under-21, Pierluigi Casiraghi, per i Play-off di qualificazione ad Euro 2011 contro la Bielorussia, senza però scendere in campo.

## Statistiche

### Presenze e reti nei club
| Stagione        | Squadra         | Campionato      | Campionato | Campionato | Coppe nazionali | Coppe nazionali | Coppe nazionali | Coppe europee | Coppe europee | Coppe europee | Altre coppe | Altre coppe | Altre coppe | Totale | Totale | Totale |
| Stagione        | Squadra         | Comp            | Pres       | Reti       | Comp            | Pres            | Reti            | Comp          | Pres          | Reti          | Comp        | Pres        | Reti        | Pres   | Reti   |        |
| --------------- | --------------- | --------------- | ---------- | ---------- | --------------- | --------------- | --------------- | ------------- | ------------- | ------------- | ----------- | ----------- | ----------- | ------ | ------ | ------ |
| 2006-2007       | Treviso         | B               | 0          | 0          | CI              | 0               | 0               | -             | -             | -             | -           | -           | -           | 0      | 0      |        |
| 2007-2008       | Manfredonia     | C1              | 23         | -38        | CI-C            | 3               | -3              | -             | -             | -             | -           | -           | -           | 26     | -41    |        |
| 2008-2009       | Vicenza         | B               | 8          | -11        | CI              | 0               | 0               | -             | -             | -             | -           | -           | -           | 8      | -11    |        |
| 2009-gen. 2010  | Vicenza         | B               | 0          | 0          | CI              | 0               | 0               | -             | -             | -             | -           | -           | -           | 0      | 0      |        |
| gen.-giu. 2010  | Genoa           | A               | 0          | 0          | CI              | -               | -               | UEL           | -             | -             | -           | -           | -           | 0      | 0      |        |
| 2010-gen. 2011  | Vicenza         | B               | 12         | -19        | CI              | 2               | -4              | -             | -             | -             | -           | -           | -           | 14     | -23    |        |
| gen.-giu. 2011  | Frosinone       | B               | 17         | -24        | CI              | -               | -               | -             | -             | -             | -           | -           | -           | 17     | -24    |        |
| 2011-2012       | Vicenza         | B               | 39+2       | -54 + -3   | CI              | 1               | -2              | -             | -             | -             | -           | -           | -           | 42     | -59    |        |
| Totale Vicenza  | Totale Vicenza  | Totale Vicenza  | 59+2       | -84 + -3   |                 | 3               | -6              |               | -             | -             |             | -           | -           | 64     | -93    |        |
| 2012-2013       | Catania         | A               | 4          | -7         | CI              | 3               | -5              | -             | -             | -             | -           | -           | -           | 7      | -12    |        |
| 2013-2014       | Catania         | A               | 14         | -24        | CI              | 0               | 0               | -             | -             | -             | -           | -           | -           | 14     | -24    |        |
| 2014-gen. 2015  | Catania         | B               | 15         | -26        | CI              | 0               | 0               | -             | -             | -             | -           | -           | -           | 15     | -26    |        |
| Totale Catania  | Totale Catania  | Totale Catania  | 33         | -57        |                 | 3               | -5              |               | -             | -             |             | -           | -           | 36     | -62    |        |
| gen.-giu. 2015  | Sampdoria       | A               | 0          | 0          | CI              | 0               | 0               | -             | -             | -             | -           | -           | -           | 0      | 0      |        |
| ago.-sett. 2015 | Salernitana     | B               | 0          | 0          | CI              | 0               | 0               | -             | -             | -             | -           | -           | -           | 0      | 0      |        |
| giu.-ott. 2016  | Sambenedettese  | LP              | 5          | -3         | CI-LP           | 2               | -2              | -             | -             | -             | -           | -           | -           | 7      | -5     |        |
| gen.-giu. 2017  | Racing Roma     | LP              | 0          | 0          | CI-LP           | -               | -               | -             | -             | -             | -           | -           | -           | 0      | 0      |        |
| feb.-giu. 2018  | Manfredonia     | D               | 0          | 0          | CI-D            | -               | -               | -             | -             | -             | -           | -           | -           | 0      | 0      |        |
| Totale carriera | Totale carriera | Totale carriera | 137+2      | -206 + -3  |                 | 11              | -16             |               | -             | -             |             | -           | -           | 150    | -225   |        |